# Wiktorija Afanassjewa
Wiktorija Alexandrowna Afanassjewa (russisch Виктория Александровна Афанасьева, * 9. Juni 1984 in Leninogorsk) ist eine kasachische Biathletin.
Wiktorija Afanassjewa lebt in Ridder, ist verheiratet und hat eine Tochter. Sie betreibt seit 1996 Biathlon und wird von Michail Dudtschenko trainiert. International debütierte sie 2000 bei den Juniorenweltmeisterschaften im Sommerbiathlon in Chanty-Mansijsk. Hier wurde sie Siegerin mit der Staffel, zu der auch Irina Moschewitina und Olga Dudtschenko gehörten, sowie Achte im Sprint. 2001 ebenfalls in Chanty-Mansijsk und 2002 in Ridnaun startete sie dann bei Juniorenweltmeisterschaften im Biathlon und erreichte in Ridnaun als bestes Ergebnis einen sechsten Platz mit der Staffel. 2002 gab sie ihr Debüt im Europacup bei einem Sprintrennen in Obertilliach, wo sie 12. wurde. 2003 startete sie bei einem Rennen mit der Mixed-Staffel in Ruhpolding erstmals im Weltcup. Der dort erreichte sechste Platz ist ihr bislang bestes Weltcup-Ergebnis.
Zum Beginn der Saison 2004/05 erreichte sie viermal nacheinander einstellige Platzierungen im Europacup, darunter ein dritter Platz in der Verfolgung von Geilo. In der Saison 2006/06 startete sie häufiger im Biathlon-Weltcup, bestes Ergebnis ist bislang ein 42. Platz in Antholz, den sie bei einem Einzel im Rahmen der Biathlon-Weltmeisterschaften 2007 erreichte. Im Januar 2009 gewann sie den Titel im Sprint bei den nationalen Meisterschaften und wurde Dritte in der Verfolgung.

## Biathlon-Weltcup-Platzierungen
Die Tabelle zeigt alle Platzierungen (je nach Austragungsjahr einschließlich Olympische Spiele und Weltmeisterschaften).
- 1.–3. Platz: Anzahl der Podiumsplatzierungen
- Top 10: Anzahl der Platzierungen unter den ersten zehn (einschließlich Podium)
- Punkteränge: Anzahl der Platzierungen innerhalb der Punkteränge (einschließlich Podium und Top 10)
- Starts: Anzahl gelaufener Rennen in der jeweiligen Disziplin

| Platzierung                      | Einzel | Sprint | Verfolgung | Massenstart | Staffel | Gesamt |
| -------------------------------- | ------ | ------ | ---------- | ----------- | ------- | ------ |
| 1. Platz                         |        |        |            |             |         |        |
| 2. Platz                         |        |        |            |             |         |        |
| 3. Platz                         |        |        |            |             |         |        |
| Top 10                           |        |        |            |             | 2       | 2      |
| Punkteränge                      |        |        |            |             | 16      | 16     |
| Starts                           | 5      | 15     | 1          |             | 16      | 37     |
| Stand: nach der Saison 2009/2010 |        |        |            |             |         |        |

## Weblink
- Wiktorija Afanassjewa in der Datenbank der IBU (englisch)